# دریاچه اولان
دریاچه اولان (به لاتین: Ulaan Lake) یک دریاچه در مغولستان است که در استان اومنوگاوی واقع شده‌است.